# 로젤 체히
로젤 체히(독일어: Rosel Zech)로 잘 알려진 로잘리 헬가 리나 체히(독일어: Rosalie Helga Lina Zech, 1942년 7월 7일~2011년 8월 31일)는 독일의 배우이다.

## 출연 작품
- 오프 비트 (2004년)
- 아나토미 2 (2003년)
- 블루스맨 (1993년)
- 연어알 (1991년)
- 눈 먼 의사 (1985년)
- 베로니카 포스의 갈망 (1982년)
- 로라 (1981년)

### 텔레비전
- Hemingway (1988) - 릴리 마를렌 역